# Pétfürdő
Pétfürdő är en ort i Ungern.   Den ligger i provinsen Veszprém, i den västra delen av landet, 80 km sydväst om huvudstaden Budapest. Pétfürdő ligger 138 meter över havet och antalet invånare är 4 877.
Terrängen runt Pétfürdő är platt åt sydost, men åt nordväst är den kuperad. Runt Pétfürdő är det ganska tätbefolkat, med 185 invånare per kvadratkilometer. Närmaste större samhälle är Várpalota, 4,0 km norr om Pétfürdő. Runt Pétfürdő är det i huvudsak tätbebyggt.